# Amolops afghanus
Espèce
Synonymes
- Polypedates afghana Günther, 1858
- Ixalus kakhienensis Anderson, 1879 "1878"

Amolops afghanus est une espèce d'amphibiens de la famille des Ranidae.

## Répartition
Cette espèce se rencontre :
- dans le nord de la Birmanie dans l'État Kachin ;
- en République populaire de Chine dans la province du Yunnan.

## Taxinomie
Cette espèce a été relevée de sa synonymie avec Amolops marmoratus par Dever, Fuiten, Konu et Wilkinson en 2012 où il avait été placé par Anderson en 1871.

## Étymologie
Cette espèce est nommée en référence au lieu de sa découverte, l'Afghanistan. Ce lieu est erroné.

## Publication originale
- Günther, 1858 : Neue Batrachier in der Sammlung des Britischen Museums. Archiv für Naturgeschichte, vol. 24, no 1, p. 319-328 (texte intégral).